# Kulosaari (metrostation)
Kulosaari (Vuureiland Zweeds: Brändö) is een station van de metro van Helsinki.
Het station, dat geopend is op 1 juni 1982, is een bovengronds station. Het ligt 1,8 kilometer oostelijk van het metrostation Kalasatama. Het volgende station op de lijn richting de oostelijke voorsteden is Herttoniemi dat 1,4 kilometer verder ligt.
Kivenlahti · 
Espoonlahti · 
Soukka · 
Kaitaa · 
Finnoo · 
Matinkylä ·
Niittykumpu ·
Urheilupuisto ·
Tapiola ·
Aalto-yliopisto ·
Keilaniemi ·
Koivusaari ·
Lauttasaari ·
Ruoholahti ·
Kamppi ·
Rautatientori ·
Helsingin yliopisto ·
Hakaniemi ·
Sörnäinen ·
Kalasatama ·
Kulosaari ·
Herttoniemi ·
Siilitie · 
Itäkeskus
Noordelijke tak:
Myllypuro ·
Kontula ·
Mellunmäki
Oostelijke tak:
Puotila ·
Rastila ·
Vuosaari